# Barbara Löffelholz
Barbara Löffelholz, verheiratete Barbara Pirckheimer, (* 1446 oder 1447; † 21. März 1488 in München) war eine Nürnberger Patrizierin, die insbesondere wegen eines aufsehenerregenden Gerichtsprozesses um ihr Eheversprechen bzw. Verlöbnis zu zwei möglichen zukünftigen Ehepartnern Bekanntheit erlangte, der als Beispiel für eine insgesamt ungezwungenere Einstellung zur Sexualität im Deutschland des 15. Jahrhunderts bis heute sozialgeschichtlich bzw. soziokulturell bedeutsam ist.

## Leben
Barbara Löffelholz stammte aus dem Nürnberger Patriziergeschlecht Löffelholz, ab 1507 Löffelholz von Kolberg, das ursprünglich aus Bamberg kam. Burckhardt Löffelholz, Barbaras Vater, lebte in Bamberg und starb 1450. Da seine Frau bereits 1448 verstorben war, hinterließen sie drei Kinder als Waisen. Barbaras Bruder und ihre Schwester starben kurz danach. Barbara überlebte als Einzige. Sie wuchs in der Reichsstadt Nürnberg, vermutlich bei ihrem väterlichen Onkel Martin auf. Auch ihre väterliche Tante Magdalene, die mit dem Rathsherrn Martin Holzschuher verheiratet war, lebte in Nürnberg.
Die reiche Waise Löffelholz lebte, während sich ihr Verlobter Johannes Pirckheimer zum Studium der Rechte in Padua aufhielt, in heimlicher Ehe mit dem Patriziersohn Sigmund Stromer. Sie wandte sich von Stromer ab, doch dieser verklagte die 18-Jährige 1465 auf Erfüllung des Eheversprechens. Er unterlag in einem aufsehenerregenden Prozess vor dem Bamberger Domdechanatsgericht, obwohl einer von Löffelholz unbestrittenen gutachtlichen Darstellung, unter anderem von Albrecht von Eyb, zufolge zahlreiche Hinweise auf eine „auf Heirat zielende Liebesbeziehung“ bestanden haben. Helmut Wolff nennt den Fall als Beispiel für eine „insgesamt ungezwungenere Einstellung zur Sexualität im 15. J[ahr]h[undert]“.
Ihr zukünftiger Schwiegervater, Hans Pirckheimer, holte mehrere Gutachten bekannter italienischer Juristen ein, damit das gerichtliche Urteil auch zugunsten seines Sohnes und Barbara Löffelholz ausfiel.
Wenige Wochen vor Prozessende heiratete sie 1466 Johannes Pirckheimer. Ihre erste Tochter Barbara wurde 1467 von ihr in Eichstätt geboren und 1475 zu den Großeltern in Nürnberg gesandt. Die anderen Kinder zog sie in Eichstätt und München auf.

## Kinder
Barbara Löffelholz hatte zusammen mit ihrem Mann Johannes Pirckheimer 12 Kinder. Davon erreichten ein Sohn und sieben Töchter das Erwachsenenalter. Sechs Töchter traten in ein Klarissen- oder Benediktinerinnenkloster ein.
- Caritas Pirckheimer (geboren als Barbara Pirckheimer, 1467–1532), Äbtissin des Klaraklosters in Nürnberg
- Walburga Pirckheimer (1468–1541), Nonne im Klarissenkloster St. Jakob am Anger, München
- Willibald Pirckheimer (1470–1530), Humanist, Ratsherr
- Katharina Pirckheimer (* 1476), Benediktinnerinnepriorin in Geisenfeld
- Juliana Pirckheimer (* 1479), verheiratete Geuderin
- Clara Pirckheimer (1480–1533), Äbtissin des Klaraklosters in Nürnberg
- Sabina Pirckheimer (1481–1529), Äbtissin des Benediktinerinnenkloster Bergen (1521–1529)
- Euphemia Pirckheimer (1486–1547), Äbtissin des Benediktinerinnenkloster Bergen (1530–1547)